# Landkreis Bautzen (1994–2008)
Der 1994 gebildete Landkreis Bautzen (obersorbisch Wokrjes Budyšin) war ein Landkreis in Ostsachsen mit Bautzen und Bischofswerda als Großen Kreisstädten. Er grenzte im Westen und Norden an den Landkreis Kamenz, im Osten an den Niederschlesischen Oberlausitzkreis, im Südosten an den Landkreis Löbau-Zittau und im Süden an die Tschechische Republik sowie den Landkreis Sächsische Schweiz. Der Kreis war Mitglied der Euroregion Neiße.

## Geographie
Der Kreis erstreckte sich von der Oberlausitzer Heide- und Teichlandschaft im Norden über das Lausitzer Bergland um Wilthen und Cunewalde (umgangssprachlich als Oberland bezeichnet) bis zur tschechischen Grenze bei Sohland an der Spree. Der größte Fluss im Kreisgebiet war die Spree, die durch Bautzen fließt. Kleinere Flüsse waren das Löbauer Wasser, die Kleine Spree und die Wesenitz, an der Bischofswerda liegt. Das flächenmäßig größte Gewässer war die Talsperre Bautzen. Im nördlichen Teil des Landkreises gab es zahlreiche Teiche und Seen, die zu Zwecken der Fischerei angelegt wurden. Das 955 km² große ehemalige Kreisgebiet war im Norden vorwiegend mit Kiefernwald bedeckt, der mittlere Teil wurde intensiv bewirtschaftet, während im Lausitzer Bergland Fichten- oder Mischwald überwog.

## Verkehr
Durch den Landkreis verliefen die Bundesstraßen 6 (Dresden–Bautzen–Görlitz), 96 (Hoyerswerda–Bautzen–Zittau), 98 (Bischofswerda–Oppach) und 156 (Weißwasser–Bautzen). Außerdem verlief die Bundesautobahn 4 (Dresden–Görlitz) über das Gebiet des Landkreises. In diesem befanden sich sechs Anschlussstellen, nämlich Burkau, Uhyst am Taucher, Salzenforst, Bautzen-West, Bautzen-Ost und Weißenberg. Ein Verkehrsflugplatz befand sich in Litten östlich von Bautzen, ein Segelflugplatz in Klix, etwa 12 Kilometer nördlich der Stadt. Eisenbahnverbindungen bestanden von Dresden nach Görlitz über Bischofswerda und Bautzen (ehemals Sächsisch-Schlesische Eisenbahngesellschaft) sowie davon abzweigend die Bahnstrecke Bischofswerda–Zittau (ehemals zur Reichsbahndirektion Cottbus gehörend).

## Geschichte
Seine Gestalt erhielt der Landkreis im Rahmen einer sächsischen Kreisreform am 1. August 1994, als der ehemalige Kreis Bautzen um den größten Teil des Kreises Bischofswerda vergrößert wurde. Er wurde durch eine weitere Kreisreform am 1. August 2008 mit dem Landkreis Kamenz und der bis dahin kreisfreien Stadt Hoyerswerda zum neuen Landkreis Bautzen vereinigt.

## Politik
Landrat des Landkreises Bautzen war von 1994 bis 2001 Horst Gallert (CDU). Danach bekleidete bis zur Gebietsreform von 2008 Michael Harig (ebenfalls CDU) dieses Amt.

### Kreistag
Die 62 Sitze im Kreistag verteilten sich zuletzt folgendermaßen auf die einzelnen Parteien:
- CDU: 29 Sitze
- LINKE: 12 Sitze
- Freie Wähler: 8 Sitze
- FDP: 5 Sitze
- SPD: 5 Sitze
- DSU: 2 Sitze
- GRÜNE: 1 Sitz

### Kreispartnerschaften
- Main-Tauber-Kreis, Baden-Württemberg, seit 1990

## Städte und Gemeinden
| (Einwohnerzahlen vom 31. Dezember 2006) Städte 1. Bautzen, Große Kreisstadt (41.779) 2. Bischofswerda, Große Kreisstadt (12.732) 3. Schirgiswalde (3.036) 4. Weißenberg (3.525) 5. Wilthen (5.977) Verwaltungsgemeinschaften - Verwaltungsgemeinschaft Bischofswerda mit den Mitgliedsgemeinden Bischofswerda und Rammenau - Verwaltungsgemeinschaft Großharthau mit den Mitgliedsgemeinden Frankenthal und Großharthau - Verwaltungsgemeinschaft Großpostwitz-Obergurig mit den Mitgliedsgemeinden Großpostwitz und Obergurig - Verwaltungsgemeinschaft Malschwitz mit den Mitgliedsgemeinden Guttau und Malschwitz - Verwaltungsgemeinschaft Neschwitz mit den Mitgliedsgemeinden Neschwitz und Puschwitz - Verwaltungsgemeinschaft Schirgiswalde mit den Mitgliedsgemeinden Crostau, Kirschau und Schirgiswalde | Gemeinden 1. Burkau (2.923) 2. Crostau (1.700) 3. Cunewalde (5.439) 4. Demitz-Thumitz (3.029) 5. Doberschau-Gaußig, Sitz: Gnaschwitz (4.563) 6. Frankenthal (1.064) 7. Göda (3.427) 8. Großdubrau (4.606) 9. Großharthau (3.280) 10. Großpostwitz (3.037) 11. Guttau (1.686) 12. Hochkirch (2.561) 13. Kirschau (2.533) 14. Königswartha (4.010) 15. Kubschütz (2.893) 16. Malschwitz (3.691) 17. Neschwitz (2.565) 18. Neukirch/Lausitz (5.434) 19. Obergurig (2.241) 20. Puschwitz (982) 21. Radibor (3.550) 22. Rammenau (1.484) 23. Schmölln-Putzkau (3.393) 24. Sohland an der Spree (7.516) 25. Steinigtwolmsdorf (3.338) |

Von insgesamt 30 Gemeinden befanden sich 16 ganz oder teilweise im amtlichen Sorbischen Siedlungsgebiet.

## Kfz-Kennzeichen
Anfang 1991 erhielt der Landkreis das Unterscheidungszeichen BZ. Es wird durchgängig bis heute ausgegeben.